# Mandrolisai (vino)
Mandrolisai è la  denominazione di origine controllata e garantita di un vino prodotto nella regione storica del Mandrolisai, tra le province di Nuoro e Oristano.

## Zona di produzione
La zona di produzione delle uve comprende le aree vitate presenti nei comuni di Ortueri, Atzara, Sorgono, Tonara, Desulo e Meana Sardo in provincia di Nuoro e del comune di Samugheo in provincia di Oristano.

## Storia
Il Bovale sardo, localmente denominato "Muristellu"”, sarebbe stato coltivato in Spagna ed in Francia prima che in Sardegna. Infatti Sante Cettolini, già direttore della Regia Scuola di Viticoltura ed Enologia di Cagliari, sostiene che il nome derivi dal Morastel spagnolo; ne deduce che potrebbe essere stato introdotto in Sardegna dalla Penisola Iberica, nel periodo della dominazione aragonese.
Nel 1776, Gemelli fa menzione del Muristellu, considerandolo come un vitigno in grado di fornire vino di qualità.
Nel 1959 i viticoltori della zona decisero di costituire la Cantina del Mandrolisai.

## Tecniche di produzione
La vite è allevata ad alberello tradizionale, a volte modificato con l'ausilio di tutori, o in forme a spalliera poco espanse, con basse rese per pianta e per ettaro.
In etichetta è consentito fare precedere alla denominazione il nome geografico "SARDEGNA" ed è obbligatoria l'annata di produzione delle uve.

## Disciplinare
La DOC è stata approvata con DPR 06.06.1981 G.U. 44. Successivamente il disciplinare ha subito le seguenti modifiche:
- DM 30.03.2001 G.U. 102
- DM 30.11.2011 G.U. 295
- DM 20.12.2011 Pubblicato sul sito ufficiale del Mipaaf

La versione in vigore è stata approvata con DM 07.03.2014  pubblicato sul sito ufficiale del Mipaaf.

## Tipologie

### Mandrolisai
Il vino "Rosso superiore" deve venire invecchiato almeno due anni, di cui almeno uno in botti di legno.
|                                | Rosso                                                                                              | Rosso superiore                                                                                    | Rosato                                                                                             |
| uvaggio                        | Bovale sardo 35% minimo; Cannonau dal 20% al 35%; Monica dal 20% al 35%; altri vitigni massimo 10% | Bovale sardo 35% minimo; Cannonau dal 20% al 35%; Monica dal 20% al 35%; altri vitigni massimo 10% | Bovale sardo 35% minimo; Cannonau dal 20% al 35%; Monica dal 20% al 35%; altri vitigni massimo 10% |
| titolo alcolometrico minimo    | 11,50%                                                                                             | 12,50                                                                                              | 11,50                                                                                              |
| acidità totale minima          | 4,50 g/l.                                                                                          | | |
| estratto secco minimo          | 18,00 g/l                                                                                          | 17,00 g/l                                                                                          | |
| resa massima di uva per ettaro | 120 q.                                                                                             | | |
| resa massima di uva in vino    | 70%                                                                                                | 65%                                                                                                | |